# Dahlica larella
Dahlica larella is een vlinder uit de familie zakjesdragers (Psychidae). De wetenschappelijke naam van deze soort is voor het eerst geldig gepubliceerd in 1906 door Chretien.
De soort komt voor in Europa.